# Kanton Pont-à-Marcq
Kanton Pont-à-Marcq (francouzsky Canton de Pont-à-Marcq) je francouzský kanton v departementu Nord v regionu Nord-Pas-de-Calais. Tvoří ho 15 obcí.

## Obce kantonu
- Attiches
- Avelin
- Bersée
- Ennevelin
- Fretin
- Mérignies
- Moncheaux
- Mons-en-Pévèle
- La Neuville
- Ostricourt
- Phalempin
- Pont-à-Marcq
- Thumeries
- Tourmignies
- Wahagnies